# Moceto (manzana)
Moceto es el nombre de una variedad cultivar de manzano (Malus domestica) Esta manzana está cultivada en la colección de germoplasma de manzanas del CSIC, también está cultivada en la colección de germoplasma de peral y manzano en la "Finca de Gimenells de la Estación Experimental de Lleida - IRTA". Así mismo  está cultivada en diversos viveros entre ellos algunos dedicados a conservación de árboles frutales en peligro de desaparición. Esta manzana es originaria de la comunidad autónoma de La Rioja concretamente de Lardero, donde tuvo su mejor época de cultivo comercial antes de la década de 1960, a partir de la cual fue desplazada en cultivos y en consumo por variedades de manzanas selectas foráneas; actualmente en menor medida aún se encuentra.

## Sinónimos
- "Manzana Moceto",[7]
- "Manzana Moceta",[3]
- "Pero Cervera",
- "Perona".[9]

## historia
'Moceto' es una variedad de manzana de la comunidad autónoma de La Rioja (Lardero, provincia de Logroño), cuyo cultivo conoció cierta expansión en el pasado, siendo una de las variedades de las consideradas difundidas, clasificándose en esta manera, pues en las distintas prospecciones llevadas a cabo por las provincias españolas, se registraron repetidamente y en emplazamientos diversos, a veces distantes, sin constituir nunca núcleos importantes de producción. Eran variedades antiguas, españolas y extranjeras, difundidas en el pasado por los viveros comerciales y cuyo cultivo se ha reducido a huertos familiares y jardines privados.
Actualmente (2020) su cultivo es anecdótico, estando en franco retroceso, se puede encontrar en algún vivero y en jardines particulares.

## Características
El manzano de la variedad 'Moceto' tiene un vigor fuerte; florece a finales de abril; flor no abierta, con color del botón floral rosa pálido, flor de tamaño grande, pétalos con posición relativa de los bordes tangentes, inflorescencia con número medio de flores pocas, de forma medianamente cupuliforme, sépalos de color predominante verde, sépalos de longitud media, pétalos de longitud larga, pétalos con una relación longitud/anchura ligeramente más largos que anchos, estilos con longitud en relación con los estambres más largos, estilos con punto de soldadura lejos de la base; tubo del cáliz pequeño, triangular o en forma de embudo con tubo estrecho y corto, estambres bajos o en su mitad, pistilo fuerte.
La variedad de manzana 'Moceto' tiene un fruto de tamaño de pequeño a grande; forma cónica, suavemente truncada, voluminosa en la base, casi siempre rebajado, más o menos marcado, en uno de los lados y en su cima, presenta contorno suavemente acostillado; piel suavemente grasa al tacto; con color de fondo verdoso o amarillo crema, sobre color bajo, siendo el color del sobre color rosa y cobrizo, siendo su reparto en chapa, presentando tenue chapa cobriza, en algunos frutos la chapa es amplia y rosada con reflejos cobrizos, acusa punteado abundante, más espaciado hacia la zona peduncular y denso en la del ojo, de color blanquinoso o ruginoso, estos últimos aureolados de blanco, y una sensibilidad al "russeting" (pardeamiento áspero superficial que presentan algunas variedades) débil; pedúnculo corto, asomándose por encima de los bordes, anchura de la cavidad peduncular mediana, profundidad de la cavidad pedúncular poco profunda, bordes irregulares y achatados, con chapa ruginosa en el fondo que sobrepasa la cavidad, y con importancia del "russeting" en cavidad peduncular media; anchura de la cav. calicina medianamente estrecha y rebajada de un lado, profundidad de la cav. calicina poco profunda, bordes levemente ondulados o mamelonados, presentando fondo fruncido más o menos denso y círculo ruginoso oscuro alrededor del ojo, y con importancia del "russeting" en cavidad calicina fuerte; ojo pequeño o mediano, herméticamente cerrado o entreabierto; sépalos triangulares, anchos y carnosos en su base, solapados, erectos y alguno con las puntas vueltas hacia fuera.
Carne de color verde crema o amarillo intenso; textura crujiente, suavemente jugosa, a veces un poco harinosa; sabor algo aromático, bueno; corazón bulbiforme, centrado o desviado hacia el pedúnculo; eje abierto; celdas de forma variada pero casi siempre redondeadas y alargadas, puntiagudas, con rayas de lanosidad blanca; semillas irregulares y muy puntiagudas.
La manzana 'Moceto' tiene una época de maduración y recolección tardía, en otoño-invierno, se recoge desde inicios de octubre hasta finales de noviembre, madura en el invierno, y de larga duración, aguantan hasta el verano siguiente. Se usa como manzana de mesa fresca.

## Características Agronómicas
- Afinidad del injerto (compatibilidad): Muy buena
- Facilidad de formación y poda: Alta
- Tipo de fructificación: Tipo III
- Precocidad varietal: Muy poco precoz
- Vecería: Alta
- Productividad: Baja
- Necesidad de aclareo: Baja
- Escalonamiento de la maduración del fruto: Largo
- Sensibilidad a la caída en maduración: sin datos
- Aptitud para la conservación del fruto en árbol: sin datos
- Aptitud para la conservación del fruto en almacén o cámara: sin datos
- Sensibilidad al moteado: Alta
- Sensibilidad al oídio: sin datos
- Sensibilidad a pulgones: sin datos[3]